# پیوستگی لیپ‌شیتس
در آنالیز ریاضی، پیوستگیِ لیپشیتس شکل قویتری از پیوستگی برای توابع است که در آن تابع از نظر سرعت تغییرات محدود می‌باشد. این مفهوم توسط رودلف لیپشیتس ریاضیدان آلمانی معرفی شد.
مفهوم پیوستگی لیپشیتس، مفهومی ضعیفتر از مشتق پذیری و قویتر از پیوستگی است. هر تابع پیوسته ی لیپشیتس، پیوسته است ولی هر تابع پیوسته ای پیوسته ی لیپشیتس نیست. مثلا تابع {\displaystyle f(x)={\sqrt {x}}} در نقطه {\displaystyle x_{0}=0} پیوسته است ولی لیپشیتس پیوسته نیست. همچنین هر تابع مشتق پذیری لیپشیتس پیوسته است، ولی هر تابع لیپشیتس پیوسته لزوماً مشتق پذیر نیست، مثلا {\displaystyle f(x)=|x|} در نقطه {\displaystyle x_{0}=0} لیپشیتس پیوسته است ولی مشتق پذیر نیست.

## پیوستگیِ لیپشیتز
تابع {\displaystyle f(x)}، شرایطِ لیپسشیتس از مرتبه {\displaystyle \alpha } در {\displaystyle x=0} را ارضاء می‌نماید اگر:

{\displaystyle |f(h)-f(0)|\leq M|h|^{\alpha }} 

برای تمامیِ {\displaystyle |h|<\epsilon }، که {\displaystyle M} و {\displaystyle 0\leq \alpha \leq 1} مستقل از {\displaystyle h} بوده و {\displaystyle M} ثابت لیپشیتز نامیده می‌شود.